# La salida del Sol
La salida del sol es una pintura al óleo sobre lienzo de 1752 de François Boucher. Tanto él como su pareja La puesta del Sol fueron encargos privados de Madame de Pompadour como modelos a escala real para la Manufactura Gobelins. Los tapices producidos a partir de las pinturas se completaron en 1754-1755 y se colgaron en el dormitorio del rey en el castillo de Bellevue. Se vendieron junto con el resto de su colección el 28 de abril de 1766 y pasaron por otras cuatro colecciones antes de ser comprados el 2 de agosto de 1855 por Richard Seymour-Conway, cuarto marqués de Hertford. Como el resto de su colección, ahora cuelgan en la Colección Wallace en Londres.

## Descripción
A menudo descritas como las obras mitológicas más ambiciosas y exitosas de Boucher, esta pintura y su pareja no estaban destinadas a exhibirse como pinturas, sino a servir como modelos para tapices que se colgarían en el dormitorio del castillo rural del rey Luis XV.
Representando el ritmo del día, Boucher crea un emparejamiento integrado con capas de alegoría y simbolismo. En La salida del sol, el dios Apolo asciende al cielo con los brazos extendidos, ahuyentando las tinieblas nocturnas. Azules turquesas y celestes anuncian la claridad del día, la fuerte luz de la mañana resaltada en las sombras proyectadas sobre el cuerpo escultural del joven dios del sol. Los primeros planos del lienzo están poblados por los cuerpos desnudos de ninfas y náyades, que se superponen entre sí para crear una serie de curvas arabescas que se repiten en las formas de las olas. El encuentro del cielo y el mar afirma el escenario mitológico de la pintura de Boucher.
Algunos historiadores del arte han interpretado la representación de Tetis, la ninfa que aparece en La salida del sol, como un homenaje a ella; Se decía que Tetis, que sostiene las riendas de los caballos de Apolo, ayudaba al dios en su viaje por el cielo, y recientemente Madame de Pompadour había asumido un papel más activo como asesora política en la corte del rey.
Estas escenas mitológicas con colores pastel armoniosos, hermosos cuerpos desnudos y texturas diáfanas ejemplifican la elegancia visual de la estética rococó; su carácter decorativo se ve reforzado por su función como diseños para tapices, que habrían servido para adornar y complementar un hogar lujoso y de moda.